# Seefeel
Seefeel – brytyjski zespół grający rock alternatywny z elektronicznymi wpływami.
Zespół został założony w 1992 przez Marka Clifforda wraz z Sarą Peacock, Darenem Seymourem i Justinem Fletcherem. W 1993 ukazał się pierwszy album projektu Quique. Kolejny, Succour (1995), został wydany przez wytwórnię Warp. Trzeci album Seefeel wyszedł rok później. Na twórczość Seefeel, mimo zachowania typowo rockowego instrumentarium, mocny wpływ wywiera muzyka elektroniczna (ambient).

## Skład
- Mark Clifford – gitara, programowanie
- Justin Fletcher – perkusja, programowanie
- Sarah Peacock – wokale, gitara
- Daren Seymour – gitara basowa

## Dyskografia

### Albumy
- Quique (Too Pure/ Astralwerks, 1993)
- Succour (Warp Records, 1995)
- (CH-VOX) (Rephlex, 1996)

### EPki i single
- More Like Space EP (Too Pure, 1993)
- Plainsong EP (Too Pure, 1993)
- Pure, Impure EP (Too Pure, 1993)
- Time To Find Me (Too Pure, 1993)
- i-01 (Not On Label, 1994)
- Fracture/Tied (Warp, 1994)
- Starethrough EP (Warp, 1994)
- Faults EP (Warp, 2010)